# 东津萌米 穗姬
《東津萌米 穗姬》，是由希萌創意和STORIA開發的養成遊戲。2017年4月29日於steam上推出Microsoft Windows版。

## 遊戲內容
遊戲主要以文字冒險遊戲的方式來呈現，模式可分為著重於故事劇情的「故事模式」以及著重於培育成不同屬性之穗姬的「培育模式」，而在培育模式中，除了可以培養原始的白米穗姬外，也可以培養慵懶穗姬、護士穗姬、墮天真紅穗姬、傲嬌穗姬以及婚紗穗姬等各種品種之穗姬。玩家遊戲時除了努力種田之外，玩家也可以根據觸發不同的遊戲事件來決定穗姬的培育方針，並培育出屬於玩家自己的穗姬，但是遊戲中各種的天災意外都有可能造成穗姬死亡。遊戲劇情在講述遊戲中的主角辭退工作來到鄉間種田，同時也與由「高雄145號米」萌擬人化而成的「穗姬」展開新生活。

## 角色
穗姬（配音：茅野愛衣（日本）；楊凱凱（台灣））
為高雄145號米的萌擬人化原型。
母親是台灣的高雄139號米，父親則是日本的絹光米，她是一名擁有台灣與日本血統的混血兒女孩，她繼承父親的優雅與氣質以及母親的美好內涵，因此她擁有著晶鑽米以及清秀佳人等稱號，更是一名十大經典好米的常勝軍。雖然她身軀嬌小，但是很喜歡照顧他人，經常被農民誇獎成能夠做事的孩子。她的願望是穿上婚紗，與命中注定之人共結連理，或許，就是那個人。

## 開發

### 可下載內容
《東津萌米 穗姬 PLUS》
2017年11月22日於steam上市，另外也有實體版本，是遊戲《東津萌米 穗姬》的可下载内容，可下載內容會擴充兩種可培育穗姬品種、四個成就、附贈劇情、由日本配音員茅野愛衣配音的語音內容以及由薛南擔任主唱，3R2作曲的遊戲主題曲《Seeds of Smile》，另外《Seeds of Smile》的主題曲PV有中文和日文版本。

### 桌上遊戲
《東津萌米 穗姬 Fight》
由《東津萌米 穗姬》為題材改編之桌上遊戲，2018年5月19日於Petit Fancy 28中首次發售，角色設計由Hong設計，並有該遊戲之同名輕小說《東津萌米 穗姬 Fight》以及前導漫畫，曾於2018年10月27日於Petit Fancy 29中舉辦第一屆桌遊比賽。遊戲有分成三種模式，分別是「穗姬亂鬥」、「小紅帽與七隻小羊，有時還有大野狼」以及「神秘模式」。

### 輕小說
| 標題                      | 作者 | 插畫     | 東立出版社    | 東立出版社         |
| 標題                      | 作者 | 插畫     | 發售日期      | ISBN               |
| ------------------------- | ---- | -------- | ------------- | ------------------ |
| 《東津萌米‧穗姬 1》       | 值言 | Izumi    | 2017年2月9日  | ISBN 9789864826315 |
| 《東津萌米‧穗姬 2》       | 值言 | Izumi    | 2017年8月10日 | ISBN 9789864865840 |
| 《東津萌米 穗姬fight 全》 | 值言 | 黑蛛白蛛 | 2018年8月17日 | ISBN 4710945557298 |

## 外部連結
- 《東津萌米 穗姬》遊戲官方網站 （页面存档备份，存于）
- 《东津萌米 穗姬》在視覺小說數據庫的頁面 （英文）